# Sherry

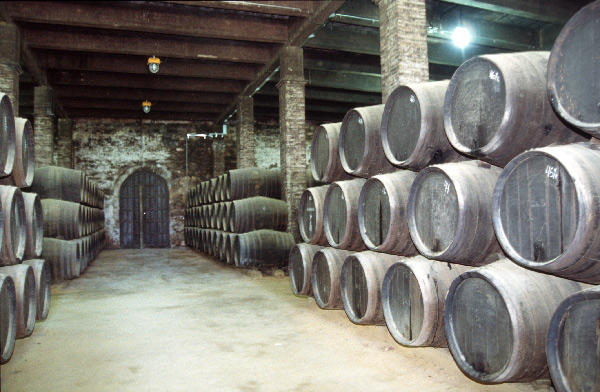
Bodega met sherry-vaten

Sherry (Spaans jerez, Frans xérès) is een Spaanse versterkte wijn die door middel van het solera-systeem wordt gecreëerd. Sherry is afkomstig uit de streek van Jerez de la Frontera, Sanlúcar de Barrameda en El Puerto de Santa María in Andalusië. Alleen wijn gerijpt in de regio rond deze steden mag zich sherry noemen. Sherry is de Engelse verbastering van Jerez.

## Geschiedenis
Reeds in de tijd van de Feniciërs, toen Jerez nog Xeres heette, werden er sherrywijnen in die regio gemaakt. De Romeinen veranderden de naam Xeres in Ceritium en ook toen werd er wijn gemaakt. Toen de Moren in de 8ste eeuw waren binnengetrokken, werd de productie doorgezet, hoewel de Moren moslim waren en de wijn zelf niet mochten drinken. Ze lieten het druivensap gisten en maakten er alcohol van. Dit maakte het voor de Hollandse handelaars interessant, omdat in Holland allerlei likeur gemaakt werd. De naam Ceritium was inmiddels veranderd in Sheris.
In 1492 vertrokken de Moren. Toen ontstond de naam Jerez de la Frontera. Jerez werd een welvarende stad en de handel over zee trok piraten aan. Een van hen was Francis Drake. In 1587 trok hij de haven van Cádiz binnen en roofde 3000 tonnen sherry. De drank werd erg populair in Engeland en nog steeds wordt in Engeland het meeste sherry gedronken per persoon. Nederland staat op de tweede plaats. In de 17de en vooral 18de eeuw vestigden zich Engelse handelaars in Jerez zoals Osborne en Sandeman.
Overproductie
In de tweede helft van de 20ste eeuw groeide de belangstelling voor sherry zodanig dat er duizenden hectaren met wijnstokken werden geplant, ook waar het kalkgehalte niet voldoende hoog was. De kwaliteit ging hierdoor achteruit, bovendien werd de sherry te jong verkocht. De handelaars hebben hun les geleerd en alle wijnstokken uit die periode zijn weer gerooid.

## De streek

Kaart van Spanje met het sherrygebied in het uiterste zuiden

De streek, de Marco de Jerez, waarvan de volledige naam Denominaciones de Origen Jerez-Xérès-Sherry y Manzanilla de Sanlúcar de Barrameda is, ligt tussen de plaatsen Jerez, Sanlúcar de Barrameda en El Puerto de Santa María. Het gebied heeft een aantal kenmerken die sherry tot een unieke witte wijn maken.
Ten eerste heerst in de streek een subtropisch klimaat met milde en natte winters en warme en droge zomers. Per jaar valt er bijna 600 millimeter neerslag, de meeste neerslag valt in de periode oktober tot en met april. December is de natste maand met 109 mm neerslag. Het aantal zonne-uren ligt jaarlijks op zo’n 2965, dat is bijna tweemaal zoveel als in Nederland. In de zomer is er veel wind wat voor enige verkoeling zorgt.
| 1971-2000                    | jan  | feb  | mrt  | april | mei  | juni | juli | aug  | sept | okt  | nov  | dec  | Jaar |
| ---------------------------- | ---- | ---- | ---- | ----- | ---- | ---- | ---- | ---- | ---- | ---- | ---- | ---- | ---- |
| Gemiddelde temperatuur (°C)  | 10,7 | 12,0 | 14,0 | 15,4  | 18,4 | 22,0 | 25,5 | 25,7 | 23,5 | 19,1 | 14,7 | 11,9 | 17,7 |
| Gem. maximumtemperatuur (°C) | 15,9 | 17,5 | 20,2 | 21,5  | 24,6 | 28,8 | 33,0 | 33,1 | 30,2 | 25,0 | 20,1 | 16,8 | 23,9 |
| Gem. minimumtemperatuur (°C) | 5,4  | 6,6  | 7,7  | 9,4   | 12,1 | 15,3 | 18,0 | 18,4 | 16,8 | 13,3 | 9,2  | 7,1  | 11,6 |
| Neerslag (mm)                | 89   | 60   | 42   | 54    | 37   | 13   | 2    | 6    | 22   | 67   | 86   | 109  | 598  |

Ten tweede is de bodem zeer kalkrijk, wat een aparte smaak geeft aan de druif. Die bodem houdt bovendien veel vocht vast, waardoor er ook in de zomer voldoende water is voor de druiven. Ten derde is het een van de weinige regio's ter wereld waar de Palomino-druif groeit die voor 80% van de sherry gebruikt wordt. Een andere druif die wordt gebruikt is de Pedro Ximénez en op een klein gebied groeit de Moscatel.

## De oogst en bereiding
De oogstperiode start aan het einde van de eerste week van september. Meestal worden alleen de witte druiven met de hand geplukt. Alleen de rijpe druiven worden meegenomen en meerdere keren gaan de plukkers door de wijngaard om de hele oogst binnen te halen. De druiven gaan naar het pershuis, daar worden ze buiten op matten gelegd en blijven daar een dag liggen zodat een deel van het vocht verdampt. Direct na het persen wordt de most overgebracht naar bovengrondse opslagplaatsen waar de gisting verloopt. Men laat de most volledig uitgisten en dan wordt de jonge wijn in fusten opgeslagen. De jonge wijn kan op twee manieren verder rijpen: biologische rijping en oxidatieve rijping.
Bij de biologische rijping wordt de wijn tot 15% alcohol versterkt en in eikenhouten vaten gedaan. De vaten worden maar tot driekwart gevuld, waardoor zuurstof bij de wijn komt. Op de wijn ontstaat een laag flor (een grijswitte laag van gistcellen) waardoor er geen zuurstof bij de wijn kan komen. De flor haalt voedingsstoffen uit de wijn en zet een klein gedeelte van de alcohol en glycerol om in acetaldehyde. Die is verantwoordelijk voor de karakteristieke, lichte amandelsmaak. Fino en manzanilla zijn biologisch gerijpte sherry's.
Op amontillado en palo cortado na, zijn de overige sherry's oxidatief gerijpte sherry's of blends van verschillende sherry's.
Bij oxidatieve rijping wordt de wijn versterkt tot 17 - 18% waardoor geen flor ontstaat, want flor kan niet tegen het hogere gehalte alcohol. Een oloroso is een volledig oxidatief gerijpte wijn. Een amontillado is een wijn waarbij de flor na een aantal jaren is verdwenen en zit qua smaak tussen fino en oloroso in. Ook palo cortado is een mengvorm van biologische en oxidatieve rijping, maar hier is de rijping onder flor korter en de oxidatieve periode veel langer. Een palo cortado heeft de aroma's van een amontillado en de body van een oloroso.
In 2022 trad een nieuwe regelgeving in voege, met onder meer een uitbreiding van de rijpingszone, de afschaffing van de verplichting om wijn te versterken met toegevoegde alcohol, en het toelaten van nieuwe (of beter: verloren gegane) druivensoorten.

## De solera
Sherry is een mengeling van wijnen uit verschillende jaren, er staat dus meestal geen jaartal op het etiket (al bestaat er ook zeldzame vintage sherry). Om dat te bereiken wordt de sherry bewaard in een hiërarchisch systeem van vaten, het solera-systeem. In de bovenste vaten zit de jongste wijn, in de onderste vaten, die op de 'suelo' liggen, is de sherry klaar om gebotteld te worden. Meermaals per jaar worden de wijnen overgebracht naar een rij vaten met een hogere leeftijd. Als de onderste vaten gedeeltelijk geleegd worden, worden ze door het vat erboven bijgevuld, en dat vat wordt weer bijgevuld door het vat daarboven.
Er zijn verschillende typen sherry. Sommige zijn, ook in Spanje, bekend onder de Engelse naam. In volgorde, van droog naar zoet:
Finolicht, fris en droog met een amandelsmaak. Heeft een lichtgele kleur met een alcoholpercentage van 15%.
ManzanillaEen soort fino, maar gemaakt aan de Atlantische Oceaan rond Sanlúcar de Barrameda. Licht, fris en droog en een beetje ziltachtig van smaak door de rijping vlak aan zee. Heeft een strogele kleur en bevat 15% alcohol.
AmontilladoEen droge en aromatische sherry met een hazelnootsmaakje. Is amberkleurig en bevat 16%-20% alcohol.
Palo CortadoEen tussenvorm tussen Amontillado en Oloroso. Is complex, indringend en verfijnd met een alcoholpercentage van 18%-20%. Technisch gezien een lichtere, elegante versie van Oloroso.
OlorosoEen droge en volle sherry met een zoetachtige smaak in het begin. Is amber of mahonie van kleur. Heeft een alcoholpercentage van 17%-22%.
Medium DryBeetje zoet met een notensmaak maar ook vol en aromatisch. Bijna altijd een blend van Amontillado en Pedro Ximénez. Heeft een amberkleur en bevat 15%-17,5% alcohol. Suikergehalte: 5-45 g/l.
Pale CreamEen blend van Fino en ingekookte druivenmost. Is lichtzoet en pittig van aroma. Bevat een lichte noten- en honingsmaak en heeft een bleekgele kleur. Met 17,5% alcohol. Suikergehalte: 45-115 g/l.
Medium SweetZoet met een notensmaak maar ook vol en aromatisch. Vaak een blend van Amontillado of Oloroso met Pedro Ximénez. Heeft een amberkleur en bevat 15%-17,5% alcohol. Suikergehalte: 45-115 g/l.
Cream SherryMeestal een mengsel van Oloroso en Pedro Ximénez. Smaakt naar noten en rozijnen met een fluweelzoete smaak. Heeft een zeer bruine kleur met 15,5%-20% alcohol. Suikergehalte: 115-140 g/l. Goed te combineren met nagerechten met chocola.
Pedro XiménezEen volle en krachtige sherry met een zeer zoete smaak. Heeft een licht aroma van rozijnen en is bijna stroop. Is zeer donker van kleur met 17,5% alcohol. Suikergehalte: meer dan 220 g/l.

## Gebruik van sherry
Toen sherry zijn intrede op de Nederlandse markt deed, was het een luxe om wat sherry in de soep te doen. Men weet nu dat er veel verschillende soorten sherry zijn, die voor, maar ook tijdens het eten gedronken kunnen worden.
Om sherry met eten te combineren, wordt door de sherry council de volgende vuistregel gegeven: if it swims: fino/manzanilla, if it flies: amontillado/palo cortado, if it runs: oloroso. Dus vis, schaal en schelpdieren met fino of manzanilla, voor gevogelte amontillado of palo cortado en voor overige dieren de oloroso.
Cream sherry en Pedro Ximénez wordt vooral gedronken bij desserts, vooral als daar chocolade in verwerkt is.

## Consumptie
De consumptie van sherry neemt wereldwijd gestaag af. In 2002 werd in totaal nog 69 miljoen liter sherry verkocht en in 2021 was dit gedaald naar 32 miljoen liter. In Spanje (de grootste markt) blijven de verkopen redelijk constant, maar de verkopen in het buitenland nemen af.
De belangrijkste exportmarkt is het Verenigd Koninkrijk, gevolgd door Nederland. Nederland is een fors slinkende markt: het had in 2021 een aandeel van 11% in de totale sherryverkopen (tegenover 26% in 2002). België is een van de weinige markten met een stijgende trend van 2% in 2002 naar 4% in 2021.
De vier belangrijkste typen sherry die wereldwijd worden verkocht zijn achtereenvolgens Cream, Medium, Manzanilla en Fino. Deze vier nemen meer dan 80% van de gehele sherryconsumptie voor hun rekening waarbij ze alle vier een nagenoeg even groot aandeel hebben. Vooral de Engelsen houden van een zoete sherry, meer dan 80% van hun consumptie bestaat uit Pale Cream, Medium en Cream. Nederland geeft de voorkeur aan Medium en Fino. Met de teruglopende consumptie neemt ook het areaal bebouwd met druiven af. In 2002 was dit nog ruim 10.000 hectare, maar in 2021 was het zo’n 6.700 hectare.
| Jaar | Totale verkopen | Binnenlandse verkopen | Buitenlandse verkopen |
| ---- | --------------- | --------------------- | --------------------- |
| 2002 | 68.844          | 13.632                | 55.212                |
| 2005 | 60.005          | 13.512                | 46.493                |
| 2010 | 46.471          | 12.729                | 33.741                |
| 2011 | 42.429          | 12.218                | 30.210                |
| 2012 | 41.611          | 11.820                | 29.792                |
| 2013 | 38.465          | 11.612                | 26.853                |
| 2014 | 36.648          | 11.492                | 25.156                |

## Montilla
Uit het nabijgelegen Montilla is een soortgelijke wijn afkomstig. Hetzelfde geldt voor de regio Málaga en Huelva. Deze wijnen mogen niet als sherry verkocht worden, maar wel onder specifieke namen Fino, Amontillado, Oloroso, enzovoort.

## Trivia
- Vanaf halverwege de jaren 50 tot halverwege de jaren 70 van de 20e eeuw was in Nederland een zogeheten sherrydieet in zwang, dat uit het meermaals daags drinken van sherry bestond.[5]